# Tetrapus ecuadoranus
Tetrapus ecuadoranus är en stekelart som beskrevs av Grandi 1934. Tetrapus ecuadoranus ingår i släktet Tetrapus och familjen fikonsteklar.
Artens utbredningsområde är:
- Ecuador.
- Panama.

Inga underarter finns listade i Catalogue of Life.